# Cyril Chramosta
Cyril Chramosta (6. srpna 1908 Husinec – 3. prosince 1990 Praha) byl český malíř, grafik a stavitel.

## Život
Absolvoval střední průmyslovou školu stavební v Praze a poté se učil soukromě u malíře Oldřicha Blažíčka. Stavební zkoušku složil v roce 1937. Žil a působil především v Praze, nicméně se často vracel do rodného Husince a posléze si zřídil ateliér v Obříství.
V jeho plenérově tvorbě se nachází zejména náměty rybníků, rybníkářství apod. Spolupracoval také s časopisy a ilustroval knihy. Od roku 1937 byl člen Sdružení jihočeských výtvarníků. Za své celoživotní dílo byl v roce 1988 oceněn titulem národní umělec.

## Ocenění
- 1978 – zasloužilý umělec
- 1983 – vyznamenání Za zásluhy o výstavbu
- 1988 – národní umělec[2]